# 耶和华见证人的人数统计
耶和华见证人的人数统计是以參與傳道工作的成员为准的人数统计，當中並不包括沒有參與傳道工作和已被开除的前耶和华见证人。

## 历史变化
耶和华见证人自1870年左右正式开始传道工作，创立者查尔斯·泰兹·罗素发起了圣经研究运动，其宣扬的内容在欧洲和美国产生很大的反响。但是在最初阶段，成员主要使用「圣经研究者」作为稱号，卢瑟福出任守望台圣经书社社长后在1931年的大会上正式更名为「耶和华见证人」。

### 1870－1914
聆聽

### 1945至今
第二次世界大战后，耶和华见证人的数量开始快速增长，越来越多的见证人选择到海外从事传道工作。守望台基列圣经学校所培养的大批海外传道员被委派到全球各地传扬基督教信仰。由于海外传道员在几十年时间里的努力，耶和华见证人在非洲、拉丁美洲和亚洲等发展中国家培養了大批信徒。虽然海外传道员的工作也受到来自不少基督教传统教派教士的强力反对，而各国政府对耶和华见证人当地组织的态度也有很大差别，但無論如何其信徒和会众数目亦稳步增长。
在欧洲各国，耶和华见证人曾经历过相当长时间的打压，特别是在西班牙等天主教盛行国家，宗教迫害随着人权运动得到了遏制，但是在东欧的一些國家，其活動依然被禁止。不少歐洲國家對待耶和华见证人的方式，亦被提交歐洲人權法院。當中一些國家更受歐洲人權法庭裁決，侵犯人權和違反宗教自由。在非洲地区，虽然受当地宗教势力十分强大、政治局势也不稳定和自然灾害等很多困难，但耶和华见证人的组织在当地的法律地位已经获得承认。耶和华见证人在政治的中立态度雖往往受到巨大压力，但有时也会因此幸免于难。

## 最近统计数字

### 2006年
以下数字是2006年全球传道工作报告中所列出的统计数字。耶和华见证人总数量按照每年超过20万人的速度增长。
- 全球分部总数：114
- 传道地区总数：236个国家和地区
- 会众总数：9万9770个
- 耶稣受难纪念聚会象征物领食人數：8758人
- 传道员最高人数：674万1444人
- 平均传道员数目：649万1775人
- 同比增长：1.6%[说明 2]
- 2006年首浸人数：24万8327人
- 平均每月先驱数目：64万2182人
- 传道时间总计：13亿3396万6199小时 [3]

### 2007年
以下数字是2007年全球传道工作报告中所列出的统计数字。耶和华见证人总数量按照每年超过27万人的速度增长。
- 全球分部总数：113
- 传道地区总数：236个国家和地区
- 会众总数：10万1376个
- 耶稣受难纪念聚会象征物领食人数：9105人
- 传道员最高人数：695万7854人
- 平均传道员数目：669万1790人
- 同比增长：3.1%[说明 2]
- 出席耶穌受難紀念聚會的人数：1762万2443人
- 2007年首浸人数：29万8304人
- 平均每月先驱数目：67万8638人
- 传道时间总计：14亿3176万1554小时 [5]

### 2008年
以下数字是2008年全球传道工作报告中所列出的统计数字。耶和华见证人总数量按照每年超过27万人的速度增长。
- 全球分部总数：115
- 传道地区总236个国家和地区
- 会众总数：10万3267个
- 耶稣受难纪念聚会象征物领食人数：9986人
- 传道员最高人数：712万4443人
- 平均传道员数目：682万9445人
- 同比增长：2.1%[说明 2]
- 出席耶穌受難紀念聚會的人数：1779万0631人
- 2008年首浸人数：28万9678人
- 平均每月先驱数目：73万2912人
- 传道时间总计：14亿8865万8249小时 [说明 3]

### 2013年
以下数字是2013年全球传道工作报告中所列出的统计数字。耶和华见证人总数量按照每年超过27万人的速度增长。
- 全球分部总数：91
- 传道地区总239个国家和地区
- 会众总数：11万33823个
- 耶稣受难纪念聚会象征物领食人数：13204人
- 传道员最高人数：796万5954人
- 平均传道员数目：769万8377人
- 同比增长：2.1%[说明 2]
- 出席耶穌受難紀念聚會的人数：1924万1252人
- 2013年首浸人数：27万7344人
- 平均每月先驱数目：95万4963人
- 传道时间总计：18亿4118万0235小时[7]

## 文献及說明

### 出處
- 《耶和华见证人——上帝王国的宣扬者》宾雪法尼亚州守望台圣经书出版，纽约守望台圣经书社发行。
- 《2005年耶和华见证人年鉴》《2007年耶和华见证人年鉴》宾雪法尼亚州守望台圣经书出版，纽约守望台圣经书社发行，全球多种语言同步发行。

1. ↑  《耶和华见证人－上帝王国的宣扬者》，宾雪法尼亚州守望台圣经书出版，纽约守望台圣经书社发行，1993年，262页
2. ↑  《2007年耶和华见证人年鉴》（2007 Yearbook of Jehovah's witnesses），宾雪法尼亚州守望台圣经书出版，纽约守望台圣经书社发行，简体中文版，2007年，31页
3. ↑  通过每月上报的传道报告累计得出，包含未首浸传道员的传道时间
4. ↑  《2007年耶和华见证人年鉴》（2007 Yearbook of Jehovah's witnesses），宾雪法尼亚州守望台圣经书出版，纽约守望台圣经书社发行，繁体中文版，2007年，31页
5. ↑  通过每月上报的传道报告累计得出，包含未受浸传道员的传道时间
6. ↑  《2008年耶和华见证人年鉴》（2008 Yearbook of Jehovah's witnesses），宾雪法尼亚州守望台圣经书出版，纽约守望台圣经书社发行，英文版，2008年，31页
7. 1 2  《2014年耶和华见证人年鉴》（2014 Yearbook of Jehovah's witnesses），宾雪法尼亚州守望台圣经书出版，纽约守望台圣经书社发行，英文版，2014年，第176页

### 說明
- 综合說明

1. 1 2 3 4  部分事件之敘述、數據、出處、佐證資料過於單一(僅有耶和華見證人之出版品、官方網站或其他單一出處)，而所提到之當事人等可能又為匿名、化名，其真實性、可信度仍有待查證。而由政府機關所公告之內容，基於政府機關為管轄範圍內具有權威性、唯一性(包含但不限於司法調查權、行政調查權)，故不在此限。
2. 1 2 3 4  与上一年度全年统计数字相比。
3. ↑  通过每月上报的传道报告累计得出，包含未受浸传道员的传道时间。

### 参看
- 耶和华见证人